# Asbury (Iowa)
Asbury és una població dels Estats Units a l'estat d'Iowa. Segons el cens del 2007 tenia 3.754 habitants.

## Demografia
Segons el cens del 2000, Asbury tenia 2.450 habitants, 846 habitatges, i 728 famílies. La densitat de població era de 375,4 habitants per km².
Dels 846 habitatges en un 44,4% hi vivien nens de menys de 18 anys, en un 77,8% hi vivien parelles casades, en un 6,6% dones solteres, i en un 13,9% no eren unitats familiars. En l'11% dels habitatges hi vivien persones soles el 2,8% de les quals corresponia a persones de 65 anys o més que vivien soles. El nombre mitjà de persones vivint en cada habitatge era de 2,9 i el nombre mitjà de persones que vivien en cada família era de 3,13.
Per edats la població es repartia de la següent manera: un 30,7% tenia menys de 18 anys, un 7,1% entre 18 i 24, un 27,7% entre 25 i 44, un 27,8% de 45 a 60 i un 6,7% 65 anys o més.
L'edat mediana era de 36 anys. Per cada 100 dones de 18 o més anys hi havia 98,5 homes.
La renda mediana per habitatge era de 60.100 $ i la renda mediana per família de 64.097 $. Els homes tenien una renda mediana de 41.935 $ mentre que les dones 25.337 $. La renda per capita de la població era de 21.447 $. Entorn del 4,5% de les famílies i el 4% de la població estaven per davall del llindar de pobresa.

## Poblacions properes
El següent diagrama mostra les poblacions més properes.